# デーブ・ドスター
デビッド・エリック・ドスター（David Eric "Dave" Doster , 1970年10月8日 - ）は、アメリカ合衆国インディアナ州出身の元プロ野球選手（内野手）。2001年に横浜ベイスターズに所属した。

## 来歴・人物
1993年のMLBドラフト27巡目でフィラデルフィア・フィリーズに指名され契約。メジャーに昇格したのは1996年と1999年の2シーズンだけであった。
2001年、巧打で内野ならどこでも守れるユーティリティープレイヤーとして横浜ベイスターズに入団。打撃は打率.272、9本塁打と平凡ではあったが、守備は堅実でチームの戦力としてそこそこの働きを見せた。
しかし、前年までチームの主砲として活躍したロバート・ローズの代役としてはやはり迫力不足な感は否めず、2001年シーズン限りで退団することになった。得点圏打率.196とチャンスに非常に弱かったのも解雇の一因となった。実際に、チャンスの場面では勝負強い種田仁を代打に送られることが非常に多かったため、チャンスに弱いことがよくうかがえる選手であった（打点も27に止まり、自身より出番が少なかった種田の42を下回っている）。
横浜退団後は3Aやメキシカンリーグに所属し、メジャー再昇格を目指したが果たせず、2005年限りで現役を引退した。

## 備考
横浜入団時にCDの「横浜ベイスターズ選手別応援歌 2001｣に収録されているが、実際にビル・セルビーの応援歌が使用されたため、在籍時には一度も球場で流されなかった。しかし2010年になって、この曲はメロディだけが同年入団のターメル・スレッジの応援歌として使用されることになり、一度も当該選手に使用された実績がないまま流用されるという、極めて異例の事態となった。また2020年からは、同年入団のタイラー・オースティンの応援歌として使用されている。

## 詳細情報

### 年度別打撃成績
| 年 度    | 球 団    | 試 合 | 打 席 | 打 数 | 得 点 | 安 打 | 二 塁 打 | 三 塁 打 | 本 塁 打 | 塁 打 | 打 点 | 盗 塁 | 盗 塁 死 | 犠 打 | 犠 飛 | 四 球 | 敬 遠 | 死 球 | 三 振 | 併 殺 打 | 打 率 | 出 塁 率 | 長 打 率 | O P S |
| -------- | -------- | ----- | ----- | ----- | ----- | ----- | -------- | -------- | -------- | ----- | ----- | ----- | -------- | ----- | ----- | ----- | ----- | ----- | ----- | -------- | ----- | -------- | -------- | ----- |
| 1996     | PHI      | 39    | 113   | 105   | 14    | 28    | 8        | 0        | 1        | 39    | 8     | 0     | 0        | 1     | 0     | 7     | 0     | 0     | 21    | 1        | .267  | .313     | .371     | .684  |
| 1999     | PHI      | 99    | 112   | 97    | 9     | 19    | 2        | 0        | 3        | 30    | 10    | 1     | 0        | 2     | 1     | 12    | 1     | 0     | 23    | 2        | .196  | .282     | .309     | .591  |
| 2001     | 横浜     | 112   | 339   | 309   | 35    | 84    | 14       | 0        | 9        | 125   | 27    | 3     | 0        | 9     | 1     | 19    | 6     | 1     | 57    | 14       | .272  | .315     | .405     | .720  |
| MLB：2年 | MLB：2年 | 138   | 225   | 202   | 23    | 47    | 10       | 0        | 4        | 69    | 18    | 1     | 0        | 3     | 1     | 19    | 1     | 0     | 44    | 3        | .233  | .297     | .342     | .639  |
| NPB：1年 | NPB：1年 | 112   | 339   | 309   | 35    | 84    | 14       | 0        | 9        | 125   | 27    | 3     | 0        | 9     | 1     | 19    | 6     | 1     | 57    | 14       | .272  | .315     | .405     | .720  |

### 記録
NPB
- 初出場・初先発出場：2001年3月30日、対ヤクルトスワローズ1回戦（横浜スタジアム）、6番・二塁手として先発出場
- 初安打：同上、7回裏に石井一久から左前安打
- 初打点：2001年4月10日、対広島東洋カープ1回戦（横浜スタジアム）、7回裏に鶴田泰から左前適時打
- 初本塁打：2001年4月11日、対広島東洋カープ2回戦（横浜スタジアム）、4回裏に山内泰幸から左越ソロ

### 背番号
- 26 （1996年）
- 15 （1999年）
- 4 （2001年）